# 男肉 du Soleil
男肉 du Soleil（おにく ど それいゆ）は、日本の劇団・ダンスカンパニーである。2005年結成。

## 概要
2005年、近畿大学で舞台芸術を専攻していた学生を中心に結成。
2010年11月に解散するも、2011年1月に活動再開。J-POP、ヒップホップ、レゲエ、漫画、アニメ、ゲームなどを取り入れたパフォーマンスを行っている。

## 出演者

### 劇団員
- 池浦さだ夢 - 団長
- 江坂一平
- 吉田みるく
- 城之内コゴロー

- 小石直輝
- 高阪勝之
- すみだ
- 菊池航 (チェン)

- ヤマモトエリコ
- クリ太マメ男 (休団中)
- 森本萌黄 (退団)

### 主なゲスト
- ヨーロッパ企画 [3]
  - 永野宗典
  - 本多力
  - 石田剛太
  - 酒井善史
  - 中川晴樹
  - 角田貴志

- よしもと新喜劇
  - 高井俊彦
  - いちじまだいき
- 夕暮れ社 弱男ユニット
  - 稲森明日香
- 伊勢村圭太

- 中村優
- 板橋駿谷 (ロロ)
- 岩﨑真吾 (劇団Patch)
- 中野π子 (May所属・パイのミ)
- 福井菜月 (ウミ下着)
- 岩田奈々 (kitt)
- ボブ・マーサム
- 新井聖美

## 公演
| 公演タイトル                                                          | 公演年月           | 公演場所 | 公演場所 | 公演場所 | 公演場所                                                                   |
| --------------------------------------------------------------------- | ------------------ | -------- | -------- | -------- | -------------------------------------------------------------------------- |
| 公演タイトル                                                          | 公演年月           | 京都     | 東京     | 大阪     | その他                                                                     |
| MEAT COMPLEX 1928                                                     | 2009年 5月         | ○        |          |          | 京都：Art Complex 1928                                                     |
| 肉乃細道                                                              | 2009年 12月        |          |          | ○        | 大阪：in→dependent theatre 1st                                             |
| 「肉 the 光速華撃団〜肉汁&男汁〜」「黒豆☆弾肉」                       | 2010年 2月         | ○        | ○        |          | 東京：こまばアゴラ劇場                                                     |
| 男肉聖帝生誕祭                                                        | 2010年 5月         | ○        |          |          |                                                                            |
| 男肉 du Soleilの体育祭                                                | 2010年 10月        | ○        |          |          | 京都：アトリエ劇研                                                         |
| 「シューカツ!」「永久男肉回転木馬+苦味」                              | 2010年 11月        | ○        |          |          | 京都：Art Complex 1928                                                     |
| Ｊのとなりのオニク                                                    | 2011年 4月 - 5月   | ○        | ○        | ○        | 東京：シアター711 大阪：in→dependent theatre 2nd ○札幌：シアターZOO        |
| HIPHOP侍vsレゲエ侍                                                    | 2011年 12月        |          |          | ○        | 大阪：in→dependent theatre 1st                                             |
| Kの結婚前夜〜ねえ団長、僕は明日結婚するよ〜                           | 2012年 3月 - 4月   | ○        | ○        | ○        | 東京：下北沢駅前劇場 大阪：in→dependent theatre 2nd                        |
| 団長のビバリーヒルズコップ                                            | 2012年 9月 - 10月  | ○        | ○        | ○        | 京都：元・立誠小学校 講堂 東京：シアター711 大阪：in→dependent theatre 1st |
| HIPHOP侍vsレゲエ侍                                                    | 2013年 2月         | ○        | ○        |          | 京都：元・立誠小学校 音楽室                                                |
| 吉本新喜劇 × 男肉 du Soleil 〜高井俊彦のミッション・インポッシブル〜  | 2013年 9月         |          |          | ○        | 大阪：道頓堀ZAZA HOUSE                                                     |
| Jのめぞん du Soleil                                                   | 2013年 10月        |          | ○        | ○        | 大阪：in→dependent theatre 1st                                             |
| ロンリーガール＆ブギーロボ                                            | 2014年 5月 - 6月   | ○        | ○        |          | ○福岡：ぽんプラザホール                                                    |
| 男肉 du Soleilのマーマレード男子                                      | 2014年 10月 - 11月 | ○        | ○        |          |                                                                            |
| STUDIO MAPLE×男肉 du Soleil×劇団マージブル 合同公演“メテオ☆ヒッツ”    | 2015年 2月 - 3月   |          |          |          | ○広島：STUDIO MAPLE                                                        |
| 鉄球                                                                  | 2015年 5月 - 6月   | ○        | ○        |          | 東京：下北沢駅前劇場 ○福岡：ぽんプラザホール                               |
| ギャラクシーエクスプレス029〜どこかでなくしたあいつのアイツ〜 ver.2.9 | 2015年 8月         | ○        |          |          |                                                                            |
| がんばれ！モグラーズ〜キミとボクの小宇宙(リトルスターウォーズ)〜      | 2015年 11月        | ○        | ○        |          |                                                                            |
| ＬＡきょうとピラミッド                                                | 2016年 6月         | ○        | ○        |          |                                                                            |
| 『お祭りフェスティバルまつり』プレビュー公演                          | 2017年 1月         | ○        |          |          |                                                                            |
| お祭りフェスティバルまつり                                            | 2017年 2月         | ○        | ○        |          |                                                                            |
| リア王                                                                | 2017年 7月 - 8月   | ○        | ○        |          |                                                                            |
| 団長の96時間                                                          | 2018年 5月         |          | ○        | ○        |                                                                            |
| 薄い書を捨てよ、町へでよう                                            | 2019年 3月 - 4月   | ○        | ○        | ○        | 京都：京都市東山青少年活動センター 創造活動室 大阪：DAIHATSU 心斎橋角座    |